# Eduin Quero
Eduin Estiwer Quero Albarracín (San Cristóbal, 22 aprile 1997) è un calciatore venezuelano, difensore svincolato.

## Caratteristiche tecniche
È un difensore centrale.

## Carriera

### Club
Ha giocato complessivamente 71 partite nella prima divisione venezuelana.

### Nazionale
Con la nazionale Under-20 venezuelana ha preso parte al campionato sudamericano 2017 ed al campionato mondiale 2017.